# Otis Thorpe
Otis Henry Thorpe (Boynton Beach, Flórida, 5 de agosto de 1962) é um ex-basquetebolista profissional norte-americano que foi campeão da Temporada da NBA de 1993-94 jogando pelo Houston Rockets.

## Títulos e Homenagens
- NBA:
  - Campeão da NBA: 1994
  - NBA All-Star: 1992